# Bad Boys II (soundtrack)
Bad Boys II er soundtracket til action-komedien Bad Boys II fra 2003. Albummet blev udgivet den 15. juli 2003 gennem Universal og Bad Boy.

## Trackliste
| #  | Titel                         | Kunstnere(er)                           | Længde |
| -- | ----------------------------- | --------------------------------------- | ------ |
| 1  | «Intro»                       | Martin Lawrence, Will Smith             | 0:12   |
| 2  | «Show Me Your Soul»           | P. Diddy, Lenny Kravitz, Pharrell, Loon | 5:20   |
| 3  | «La-La-La»                    | Jay-Z                                   | 3:54   |
| 4  | «Shake Ya Tailfeather»        | Nelly, P. Diddy, Murphy Lee             | 4:53   |
| 5  | «Girl I'm a Bad Boy»          | Fat Joe, P. Diddy, Dre                  | 3:22   |
| 6  | «Keep Giving Your Love to Me» | Beyoncé                                 | 3:08   |
| 7  | «Realest Niggas»              | The Notorious B.I.G., 50 Cent           | 5:18   |
| 8  | «Flipside»                    | Freeway                                 | 3:55   |
| 9  | «Gangsta Shit»                | Snoop Dogg, Loon                        | 4:31   |
| 10 | «Pretty Girl Bullshit»        | Mario Winans, Foxy Brown                | 4:22   |
| 11 | «Model (Interlude)»           | Martin Lawrence                         | 0:04   |
| 12 | «Love Don't Love Me»          | Justin Timberlake                       | 4:21   |
| 13 | «Relax Your Mind»             | Loon                                    | 4:15   |
| 14 | «Didn't Mean»                 | Mary J. Blige                           | 3:44   |
| 15 | «God Sent You (Interlude)»    | Martin Lawrence, Will Smith             | 0:15   |
| 16 | «Why»                         | Da Band                                 | 4:38   |
| 17 | «Shot You (Interlude)»        | Martin Lawrence, Will Smith             | 0:06   |
| 18 | «Wanna Be G's»                | M.O.P., Sheritha Lynch                  | 4:38   |

| Musik | Spire Denne musikartikel er en spire som bør udbygges. Du er velkommen til at hjælpe Wikipedia ved at udvide den. |